# Guldbagge 1964
La 1ª edizione del Premio Guldbagge, che ha premiato i film svedesi del 1963 e del 1964, si è svolta al Winter Garden del Grand Hôtel Royal di Stoccolma il 25 settembre 1964.

## Vincitori
Miglior film
- Il silenzio (Tystnaden), regia di Ingmar Bergman

Miglior regista
- Ingmar Bergman - Il silenzio (Tystnaden)

Miglior attrice
- Ingrid Thulin - Il silenzio (Tystnaden)

Miglior attore
- Keve Hjelm - Kvarteret Korpen